# Hopes and Fears
Hopes and Fears là album đầu tay của ban nhạc alternative rock người Anh, Keane. Album được phát hành vào tháng 5 năm 2004 ở Anh và đạt ngay vị trí quán quân tại đây sau khi phát hành, trở thành album bán chạy thứ hai của năm tại Anh, sau album đầu tay của Scissor Sisters và có được sau đó 9 lần chứng chỉ Bạch kim từ British Phonographic Industry. Album sau đó quay trở lại đứng đầu tại Anh sau khi giành được giải Album của năm tại Brit Award vào tháng 2 năm 2005.
Với 2,7 triệu bản đã bán, đây là album bán chạy thứ 11 trong thập niên 2000 ở Anh. Tới tháng 7 năm 2011, Hopes and Fears được xếp hạng thứ 9 trong danh sách những album bán chạy nhất thế kỷ 21 tại Anh. Trên toàn thế giới, album bán được 5,8 triệu bản tính tới tháng 11 năm 2009.

## Sản xuất
Không giống như album tiếp theo của ban nhạc, hầu hết những ca khúc nằm trong album đều được sáng tác từ trước và không nằm theo chủ đề; "She Has No Time" được viết vào khoảng năm 1999 và là ca khúc cũ nhất được cho vào trong album; các ca khúc còn lại được viết sau sự chia tay của thành viên Dominic Scott vào tháng 7 năm 2001. Hầu hết các ca khúc được sáng tác vào thời kỳ Sanger, trong khoảng từ tháng 8 tới tháng 9 cùng năm. "On a Day Like Today" và "We Might As Well Be Strangers" là 2 ca khúc cuối cùng được viết, vào năm 2003.
Album được lấy tên theo câu hát trong ca khúc "Snowed Under", vốn là mặt B của đĩa đơn "Somewhere Only We Know".
Hal Leonard Corporation từng cho phát hành tới 2 ấn bản sách sáng tác của Hopes and Fears dành cho những trình độ khác nhau. The Music Sales Group cũng cho phát hành một cuốn sách tương tự, trong đó theo kèm 2 CD demo cùng trống và bass cũng như phần sáng tác của các ca khúc mặt B là "Snowed Under", "Walnut Tree" và "Fly to Me".
Phần bìa album được thiết kế theo những nhạc cụ chính mà ban nhạc sử dụng, bao quanh phần thùng chiếc piano vốn là nhạc cụ đặc trưng của nhóm. Những ấn bản khác nhau có thể được thấy qua phần màu sắc khác nhau ở phần bìa. Ấn bản chính thức ở Anh có màu xanh lam thẫm, ấn bản tại châu Âu có màu đen, còn ở Mỹ là màu trắng. Ấn bản quốc tế có màu nâu đỏ, còn tại Nhật là màu xanh dương. Ấn bản tại Anh còn có thêm ca khúc "On a Day Like Today" còn tại Nhật thì có thêm "Allemande".
Kiểu chữ được sử dụng ở phần bìa là font chữ Cochin, được phóng tác vào năm 1912. Kiểu chữ nghiêng của font chữ này cũng từng được trang web Keaneshaped sáng tác sau đó. Ở phần bìa của đĩa đơn "The Sun Ain't Gonna Shine Anymore", kiểu chữ đã được thay đổi và đĩa đơn này được phát hành bởi War Child chứ không phải là Island Records.

## Danh sách ca khúc
Tất cả lời bài hát được viết bởi Tim Rice-Oxley; tất cả nhạc phẩm được soạn bởi Tim Rice-Oxley, Tom Chaplin và Richard Hughes, những sáng tác khác được ghi chú bên.
| Bản gốc phát hành tại Anh/ Ấn bản năm 2007 ở Mexico | Bản gốc phát hành tại Anh/ Ấn bản năm 2007 ở Mexico           | Bản gốc phát hành tại Anh/ Ấn bản năm 2007 ở Mexico |
| STT                                                 | Nhan đề                                                       | Thời lượng                                          |
| --------------------------------------------------- | ------------------------------------------------------------- | --------------------------------------------------- |
| 1.                                                  | "Somewhere Only We Know"                                      | 3:57                                                |
| 2.                                                  | "Bend and Break"                                              | 3:40                                                |
| 3.                                                  | "We Might as Well Be Strangers"                               | 3:12                                                |
| 4.                                                  | "Everybody's Changing"                                        | 3:35                                                |
| 5.                                                  | "Your Eyes Open"                                              | 3:23                                                |
| 6.                                                  | "She Has No Time" (Rice-Oxley, Chaplin, Hughes, James Sanger) | 5:45                                                |
| 7.                                                  | "Can't Stop Now"                                              | 3:38                                                |
| 8.                                                  | "Sunshine" (Rice-Oxley, Chaplin, Hughes, Sanger)              | 4:12                                                |
| 9.                                                  | "This Is the Last Time" (Rice-Oxley, Chaplin, Hughes, Sanger) | 3:29                                                |
| 10.                                                 | "On a Day Like Today"                                         | 5:27                                                |
| 11.                                                 | "Untitled 1"                                                  | 5:36                                                |
| 12.                                                 | "Bedshaped" (Rice-Oxley, Chaplin, Hughes, Sanger)             | 4:38                                                |

| Ấn bản tại Mỹ và quốc tế; Ấn bản Super Audio CD | Ấn bản tại Mỹ và quốc tế; Ấn bản Super Audio CD | Ấn bản tại Mỹ và quốc tế; Ấn bản Super Audio CD |
| STT                                             | Nhan đề                                         | Thời lượng                                      |
| ----------------------------------------------- | ----------------------------------------------- | ----------------------------------------------- |
| 1.                                              | "Somewhere Only We Know"                        | 3:57                                            |
| 2.                                              | "This Is the Last Time"                         | 3:29                                            |
| 3.                                              | "Bend and Break"                                | 3:39                                            |
| 4.                                              | "We Might as Well Be Strangers"                 | 3:12                                            |
| 5.                                              | "Everybody's Changing"                          | 3:36                                            |
| 6.                                              | "Your Eyes Open"                                | 3:22                                            |
| 7.                                              | "She Has No Time"                               | 5:46                                            |
| 8.                                              | "Can't Stop Now"                                | 3:38                                            |
| 9.                                              | "Sunshine"                                      | 4:12                                            |
| 10.                                             | "Untitled 1"                                    | 5:36                                            |
| 11.                                             | "Bedshaped"                                     | 4:39                                            |

| Ấn bản tại Nhật Bản | Ấn bản tại Nhật Bản              | Ấn bản tại Nhật Bản |
| STT                 | Nhan đề                          | Thời lượng          |
| ------------------- | -------------------------------- | ------------------- |
| 1.                  | "Somewhere Only We Know"         | 3:57                |
| 2.                  | "Bend and Break"                 | 3:39                |
| 3.                  | "We Might as Well Be Strangers"  | 3:12                |
| 4.                  | "Everybody's Changing"           | 3:36                |
| 5.                  | "Your Eyes Open"                 | 3:22                |
| 6.                  | "She Has No Time"                | 5:46                |
| 7.                  | "Can't Stop Now"                 | 3:38                |
| 8.                  | "Sunshine"                       | 4:12                |
| 9.                  | "This Is the Last Time"          | 3:29                |
| 10.                 | "On a Day Like Today"            | 5:27                |
| 11.                 | "Untitled 1"                     | 5:36                |
| 12.                 | "Bedshaped"                      | 4:39                |
| 13.                 | "Snowed Under"                   | 3:52                |
| 14.                 | "Allemande"                      | 4:24                |
| 15.                 | "Somewhere Only We Know" (Video) |                     |

### Ấn bản Deluxe
Ấn bản được phát hành vào năm 2009. CD thứ nhất bao gồm các ca khúc gốc, cộng thêm các ca khúc từ 13 tới 19. CD thứ hai bao gồm mặt B, các đĩa đơn và cả vài bản thu nháp.
| CD 1: Bonus tracks | CD 1: Bonus tracks                                                 | CD 1: Bonus tracks |
| STT                | Nhan đề                                                            | Thời lượng         |
| ------------------ | ------------------------------------------------------------------ | ------------------ |
| 13.                | "Somewhere Only We Know" (Lamacq Live)                             | 3:51               |
| 14.                | "Bedshaped" (Lamacq Live)                                          | 4:07               |
| 15.                | "Bend and Break" (Lamacq Live)                                     | 3:48               |
| 16.                | "We Might as Well Be Strangers" (Lamacq Live)                      | 3:19               |
| 17.                | "This is the Last Time" (Live Lounge của Jo Whiley)                | 3:37               |
| 18.                | "With or Without You" (hát lại của U2) (Live Lounge của Jo Whiley) | 3:32               |
| 19.                | "A Heart to Hold You" (Live Lounge của Jo Whiley)                  | 3:58               |

| CD 2: Các bản thu khác | CD 2: Các bản thu khác                                                  | CD 2: Các bản thu khác |
| STT                    | Nhan đề                                                                 | Thời lượng             |
| ---------------------- | ----------------------------------------------------------------------- | ---------------------- |
| 1.                     | "Snowed Under" (B-side)                                                 |                        |
| 2.                     | "We Might as Well Be Strangers" (DJ Shadow Remix)                       |                        |
| 3.                     | "Into the Light" (Demo không phát hành)                                 |                        |
| 4.                     | "Call Me What You Like" (demo) (Zoomorphic đĩa đơn số 1)                |                        |
| 5.                     | "Closer Now" (Zoomorphic đĩa đơn số 1)                                  |                        |
| 6.                     | "Rubbernecking" (Zoomorphic đĩa đơn số 1)                               |                        |
| 7.                     | "Wolf at the Door" (Zoomorphic đĩa đơn số 2)                            |                        |
| 8.                     | "She Has No Time" (demo) (Zoomorphic đĩa đơn số 2)                      |                        |
| 9.                     | "Call Me What You Like" (Zoomorphic đĩa đơn số 2)                       |                        |
| 10.                    | "Everybody's Changing" (Fierce Panda đĩa đơn số 1)                      |                        |
| 11.                    | "The Way You Want it" (Fierce Panda đĩa đơn số 1)                       |                        |
| 12.                    | "This is the Last Time" (demo) (Fierce Panda đĩa đơn số 2)              |                        |
| 13.                    | "Bedshaped" (demo) (Fierce Panda đĩa đơn số 2)                          |                        |
| 14.                    | "Allemande" (Fierce Panda đĩa đơn số 2)                                 |                        |
| 15.                    | "Somewhere Only We Know" (E.P. trực tiếp, phát hành ngày 3/5/05)        |                        |
| 16.                    | "We Might as Well Be Strangers" (E.P. trực tiếp, phát hành ngày 3/5/05) |                        |
| 17.                    | "This is the Last Time" (E.P. trực tiếp, phát hành ngày 3/5/05)         |                        |
| 18.                    | "Everybody's Changing" (E.P. trực tiếp, phát hành ngày 3/5/05)          |                        |

## Đĩa đơn
| Đĩa đơn                  | Vị trí cao nhất (UK) | Phát hành            |
| ------------------------ | -------------------- | -------------------- |
| "Somewhere Only We Know" | 3                    | 16 tháng 2 năm 2004  |
| "Everybody's Changing"   | 4                    | 4 tháng 5 năm 2004   |
| "Bedshaped"              | 10                   | 16 tháng 8 năm 2004  |
| "This Is the Last Time"  | 18                   | 22 tháng 11 năm 2004 |
| "Bend and Break"         |                      | 25 tháng 7 năm 2005  |

## Đánh giá
| Đánh giá chuyên môn  | Đánh giá chuyên môn |
| Điểm trung bình      | Điểm trung bình     |
| Nguồn                | Đánh giá            |
| -------------------- | ------------------- |
| Metacritic           | (61/100)            |
| Nguồn đánh giá       |                     |
| Nguồn                | Đánh giá            |
| Allmusic             | [ 6 ]               |
| Rolling Stone        | [ 7 ]               |
| Mojo                 | [ 8 ]               |
| The Guardian         | [ 9 ]               |
| PopMatters           | (6/10)              |
| Q                    | [ 8 ]               |
| Entertainment Weekly | (B)                 |
| Pitchfork Media      | (2.8/10)            |
| NME                  | (7/10)              |
| SputnikMusic         | (4.5/5)             |

Hopes and Fears nhận được rất nhiều đánh giá chuyên môn tích cực. Trang web tổng hợp Metacritic dành cho album điểm số trung bình 61/100 thông qua tổng số 18 đánh giá, với ghi chú "tích cực" ở mục đánh giá.
Playlouder nhận xét rất tích cực về album, gọi đây là "một trong những album hay nhất mà bạn có thể nghe trong năm"; tạp chí Q tặng album 4/5 sao và bình luận "một album đầu tay hoàn toàn có thể được so sánh với Definitely Maybe [của Oasis]". Allmusic xếp album với 3.5/5 sao và viết "lời tán gẫu tuyệt đẹp, đầy xúc cảm của nhạc cụ", gọi ca sĩ Tom Chaplin là một "giọng ca tuyệt vời" còn ban nhạc có "khao khát của một trái tim mở... vang vọng trong mọi ca khúc". Tạp chí Rolling Stone thì cho rằng album "sẽ có được nhiều thành công hơn hầu hết những nhóm nhạc pop khác".
Với 3 sao, tờ The Guardian cho rằng nửa đầu của album "dựa nhiều vào khả năng ngắt hơi của Chaplin" và phù hợp với "sự đơn giản của phần ca từ để phát thanh", đánh giá cao "Can't Stop Now" như một "ca khúc pop cảm xúc và bất ngờ" và "cách chơi trống và bass mạnh mẽ" ở "Untitled 1" ở nửa sau của album. Drowned in Sound dành cho album 5/10 sao và không hài lòng với cách Keane bắt chước quá nhiều với Coldplay (đặc biệt khi so sánh "Your Eyes Open" và "On a Day Like Today" lần lượt với các ca khúc "Daylight" và "Politik" trong album A Rush of Blood to the Head) rồi cho rằng album là một "kiểu thiết kế ở khắp nơi", ca từ thì "chưa trưởng thành" và còn khiến "người nghe phải nghiến răng". Tuy nhiên, họ vẫn đánh giá album nhìn chung đã đem đến những "khoảnh khắc mượt mà" và lấy ví dụ đĩa đơn chính của album "Somewhere Only We Know" là một "sản phẩm gây thổn thức".
Tôn vinh
Năm 2006, British Hit Singles & Albums và NME đồng tổ chức một cuộc bình chọn với 40.000 người trên toàn thế giới để bình chọn 100 album hay nhất, và Hopes and Fears có được vị trí số 51. Album cũng đứng thứ 5 trong danh sách những album bán chạy nhất thập kỷ của Amazon.co.uk. Năm 2005, album cũng giành được giải Brit Awards cho Album của năm. Tới năm 2010, album cũng được đề cử tại Brit Awards cho "Album của 30 năm", song thua cuộc trước (What's the Story) Morning Glory? của ban nhạc Oasis. Năm 2011, tạp chí Q cũng xếp album ở vị trí 34 trong danh sách "250 album tôn vinh của Q giai đoạn 1986-2010".

## Thành phần tham gia sản xuất
| Keane - Tom Chaplin – hát chính. - Tim Rice-Oxley – piano, keyboard, bass, hát bè. - Richard Hughes – trống. | Nghệ sĩ khác - Andy Green – đồng bộ và sản xuất. |

## Xếp hạng và chứng chỉ
| Bảng xếp hạng (2004)            | Vị trí cao nhất |
| ------------------------------- | --------------- |
| Austrian Albums Chart           | 18              |
| Belgian Albums Chart (Flanders) | 10              |
| Belgian Albums Chart (Wallonia) | 5               |
| Danish Albums Chart             | 20              |
| Dutch Albums Chart              | 3               |
| Finnish Albums Chart            | 23              |
| German Albums Chart             | 30              |
| French Albums Chart             | 5               |
| Irish Albums Chart              | 3               |
| Italian Albums Chart            | 14              |
| Mexican Albums Chart            | 10              |
| New Zealand Albums Chart        | 11              |
| Norwegian Albums Chart          | 2               |
| Portuguese Albums Chart         | 1               |
| Spanish Albums Chart            | 8               |
| Swedish Albums Chart            | 10              |
| Swiss Albums Chart              | 22              |
| UK Albums Chart                 | 1               |
| US Billboard 200                | 45              |

| Quốc gia                                                                           | Chứng nhận  | Số đơn vị/doanh số chứng nhận |
| ---------------------------------------------------------------------------------- | ----------- | ----------------------------- |
| Argentina (CAPIF)                                                                  | Bạch kim    | 40.000^                       |
| Áo (IFPI Áo)                                                                       | Vàng        |                               |
| Bỉ (BEA)                                                                           | Bạch kim    | 50.000*                       |
| Canada (Music Canada)                                                              | Bạch kim    | 100.000^                      |
| Đan Mạch (IFPI Đan Mạch)                                                           | Vàng        | 20.000^                       |
| Pháp (SNEP)                                                                        | Bạch kim    | 300.000*                      |
| Ý (FIMI)                                                                           | Vàng        | 50.000*                       |
| México (AMPROFON)                                                                  | Vàng        | 50.000^                       |
| Hà Lan (NVPI)                                                                      | Bạch kim    | 80.000^                       |
| Na Uy (IFPI)                                                                       | 2× Bạch kim | 80.000*                       |
| Bồ Đào Nha (AFP)                                                                   | Bạch kim    | 40.000^                       |
| Tây Ban Nha (PROMUSICAE)                                                           | Bạch kim    | 100.000^                      |
| Thụy Sĩ (IFPI)                                                                     | Bạch kim    | 40.000^                       |
| Ireland (IRMA)                                                                     | 5× Bạch kim | 75.000^                       |
| Anh Quốc (BPI)                                                                     | 9× Bạch kim | 2.700.000^                    |
| Hoa Kỳ (RIAA)                                                                      | Vàng        | 1,000,000                     |
| Tổng hợp                                                                           |             |                               |
| Châu Âu (IFPI)                                                                     | 4× Bạch kim | 4.000.000*                    |
| * Chứng nhận dựa theo doanh số tiêu thụ. ^ Chứng nhận dựa theo doanh số nhập hàng. |             |                               |

## Bonus DVD
Danh sách ca khúc
1. "Somewhere Only We Know" (ấn bản quốc tế)
2. "Somewhere Only We Know" (ấn bản tại Mỹ)
3. "Everybody's Changing" (ấn bản số 1)
4. "Bedshaped"
5. "This Is the Last Time" (ấn bản số 4)

Ấn bản tại Nhật
1. Keane 30 second TV advertisement
2. "Somewhere Only We Know" (live)
3. "She Has No Time" (live)
4. "This Is the Last Time" (live)
5. "We Might As Well Be Strangers" (live)
6. "Everybody's Changing" (live)
7. "Bedshaped" (live)
8. "Somewhere Only We Know" (ấn bản quốc tế)